# Ряд Дайсона
Ряд Дайсона — ряд возмущений в теории рассеяния, каждый из членов которого можно изобразить в виде диаграммы Фейнмана. Ряд носит имя Фримена Дайсона и в целом расходится, однако, уже второй член этого ряда в квантовой электродинамике позволяет получить точность до 10−10 благодаря малости постоянной тонкой структуры.
Построение ряда Дайсона использует понятие временного упорядочения.

## Система
Изучается система, описывается гамильтонианом, который является суммой невозмущенной части и возмущения:
{\displaystyle {\hat {H}}={\hat {H}}_{0}+{\hat {V}}}
В представлении взаимодействия оператор эволюции волновой функции {\displaystyle {\hat {U}}(t,t_{0})} удовлетворяет уравнению Томонаги — Швингера
{\displaystyle i\hbar {\frac {{\hat {U}}(t,t_{0})}{dt}}={\hat {V}}(t){\hat {U}}(t,t_{0})},
где
{\displaystyle {\hat {V}}(t)=e^{i/\hbar {\hat {H}}_{0}t}{\hat {V}}e^{-i/\hbar {\hat {H}}_{0}t},}
или интегродифференциальному уравнению
{\displaystyle {\hat {U}}(t,t_{0})=1-{\frac {i}{\hbar }}\int _{t_{0}}^{t}{\hat {V}}(t_{1}){\hat {U}}(t_{1},t_{0})dt_{1}}
Подставляя оператор эволюции из левой части в правую, можно получить бесконечный ряд:
{\displaystyle {\hat {U}}(t,t_{0})=1-{\frac {i}{\hbar }}\int _{t_{0}}^{t}{\hat {V}}(t_{1})dt_{1}+{\frac {(-i)^{2}}{\hbar ^{2}}}\int _{t_{0}}^{t}\int _{t_{0}}^{t_{1}}{\hat {V}}(t_{1}){\hat {V}}(t_{2})dt_{1}dt_{2}+\ldots }

## Предложение Дайсона
Дайсон предложил расширить интегрирования в каждом интеграле от {\displaystyle t_{0}} до {\displaystyle t}, но требовать, чтобы операторы всегда были упорядочены во времени, то есть в произведении {\displaystyle {\hat {V}}(t_{1}){\hat {V}}(t_{2})}, всегда было {\displaystyle t_{1}>t_{2}}. Тогда каждый из слагаемых ряда увеличится в {\displaystyle n!} раз.
В результате n-ный член ряда будет выглядеть:
{\displaystyle {\hat {U}}_{n}={\frac {(-i)^{n}}{n!\hbar ^{n}}}\int _{t_{0}}^{t}{dt_{1}\int _{t_{0}}^{t}{dt_{2}\cdots \int _{t_{0}}^{t}{dt_{n}{\mathcal {T}}{\hat {V}}(t_{1}){\hat {V}}(t_{2})\cdots {\hat {V}}(t_{n})}}}.},
где {\displaystyle {\mathcal {T}}} — оператор временного упорядочивания.
Как следствие, ряд Дайсона можно записать в компактном виде:
{\displaystyle {\hat {U}}(t,t_{0})=\sum _{n=0}^{\infty }{\hat {U}}_{n}(t,t_{0})={\mathcal {T}}e^{-i/\hbar \int _{t_{0}}^{t}{d\tau {\hat {V}}(\tau )}}.}